# Lagerpeton chanarensis
Il lagerpeton (Lagerpeton chanarensis) è un rettile estinto appartenente agli arcosauri. Visse nel Triassico medio (circa 230 milioni di anni fa) e i suoi resti sono stati ritrovati in Argentina. È considerato molto vicino all'origine dei dinosauri.

## Descrizione
Lungo circa 70 centimetri, questo animale era dotato di un corpo molto snello e leggero. Le zampe posteriori erano notevolmente allungate e dotate di una tibia molto sviluppata, caratteristica che si riscontra negli animali corridori. I resti fossili sono molto scarsi e includono principalmente le zampe posteriori e il bacino, ma hanno ugualmente permesso agli scienziati di capire che il lagerpeton era un animale bipede e specializzato nella corsa. L'aspetto, in sostanza, non doveva essere molto diverso da quello dei primitivi dinosauri saurischi come Coelophysis.

## Classificazione
Descritto per la prima volta da Alfred Sherwood Romer nel 1971, il lagerpeton è stato subito riconosciuto come un piccolo arcosauro molto evoluto, probabilmente assai simile all'antenato dei dinosauri. Le caratteristiche delle zampe posteriori, però, mostrano che questo animale si stava specializzando in una direzione diversa da quella dei primi dinosauri e di forme come Marasuchus. Come quest'ultimo, il lagerpeton era un animale digitigrado, ma presentava un maggior grado di riduzione della lunghezza delle dita: il primo e il quinto dito, infatti, erano meno della metà del terzo dito, quello centrale. In Marasuchus e nei primi dinosauri (come Herrerasaurus ed Eoraptor) queste dita erano molto più lunghe. È quindi probabile che Marasuchus e Lagerpeton rappresentassero una radiazione di dinosauriformi i cui singoli rappresentanti iniziarono ad evolversi in svariate direzioni, e soltanto uno di questi (probabilmente Marasuchus) condusse allo sviluppo dei veri dinosauri.

## Stile di vita
Gli scarsi resti fossili non permettono un'adeguata ricostruzione dell'animale. In ogni caso, le somiglianze con il ben noto Marasuchus fanno supporre che anche il lagerpeton fosse un piccolo predatore, forse insettivoro. Le caratteristiche zampe posteriori di questo animale indicano che le vi erano solo due dita completamente funzionali (il terzo e il quarto); è possibile che questo tipo di organizzazione delle zampe posteriori consentisse al lagerpeton di saltare. L'ecosistema in cui vivevano Lagerpeton e Marasuchus era dominato da grandi arcosauriformi predatori, come i rauisuchi e i proterocampsidi, e da grandi dicinodonti erbivori.